# Cantone di Romans-sur-Isère-1
Il Cantone di Romans-sur-Isère-1 era un cantone della Francia dell'arrondissement di Valence.
A seguito della riforma approvata con decreto del 20 febbraio 2014, che ha avuto attuazione dopo le elezioni dipartimentali del 2015, è stato soppresso.

## Composizione
Comprendeva la parte occidentale della città di Romans-sur-Isère e i comuni di:
- Clérieux
- Geyssans
- Peyrins
- Mours-Saint-Eusèbe
- Saint-Bardoux